# Кузовлево (Харовский район)
Кузовлево — деревня в Харовском районе Вологодской области около впадения Пухманги в Кубену.
Входит в состав Харовского сельского поселения, с точки зрения административно-территориального деления — в Харовский сельсовет.
Расстояние до районного центра Харовска по автодороге — 6 км. Ближайшие населённые пункты — Перепечино, Сидорово, Мятнево.
По переписи 2002 года население — 15 человек.

## Известные уроженцы
- Прокатов, Василий Николаевич - Герой Советского Союза